# Historia Brdowa

Herb miasta Brdowa

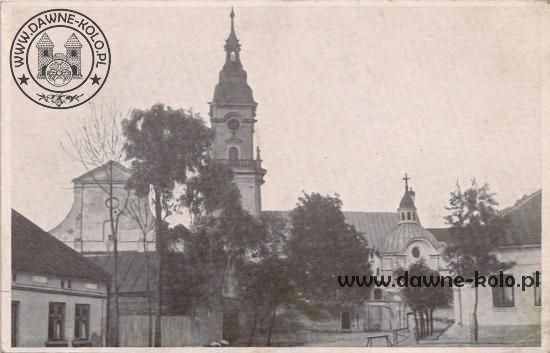
centrum Brdowa

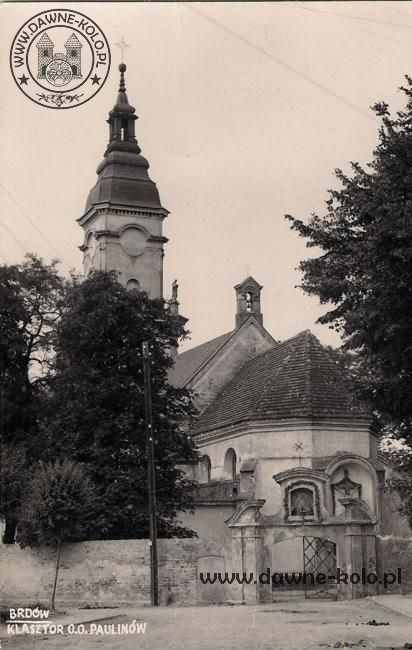
Brdowski kościół od strony obecnej ul. Kościelnej

Historia Brdowa – historia miasteczka i osady, sięgająca 1136 r. 

## Pochodzenie nazwy miejscowości
Nazwa Brdów pochodzi najprawdopodobniej od czasownika brodzić lub brnąć. Bowiem dawniej, aby dostać się do osady, należało brodzić w wodzie i brnąć przez bagna; osada wówczas z każdej strony otoczona była wodą.

## Początki osady
Niewiele wiadomo o pradziejach Brdowa. Ukształtowanie terenu oraz istnienie grobów megalitycznych z okresu kultury pucharów lejkowatych w niedalekim Gaju oraz Sarnowie sugerują, że również na terenie dzisiejszego Brdowa mogła istnieć jakaś osada, było to ok. 3700 - 1900 lat p.n.e. 
Pierwsza historyczna wzmianka o Brdowie zawarta jest w bulli protekcyjnej papieża Innocentego II skierowanej do arcybiskupa gnieźnieńskiego Jakuba z 7 lipca 1136 r. Nazwa ta jest wymieniona obok wielu innych i dotyczy granic klasztoru w Łęczycy.

## Rozwój osady
Z roku 1325 pochodzi pierwsza wzmianka o istnieniu parafii w Brdowie. Można przypuszczać, że już wtedy Brdów był dość rozwiniętą osadą.
Jednym z najważniejszych czynników, które wpłynęły na przekształcenie osady w miasto, było sprowadzenie do Brdowa zakonu ojców Paulinów przez króla Władysława Warneńczyka w 1436 r. Jest to również symboliczna data nadania praw miejskich Brdowowi.  
Król w darze przekazał Paulinom obraz Matki Bożej, który wedle tradycji miał znajdować się w namiocie Władysława Jagiełły podczas bitwy pod Grunwaldem w 1410 r. Miasteczko Brdów stało się z czasem miejscem kultu religijnego – co w znacznym stopniu wpłynęło na jego rozwój i rozbudowę.

## Brdów, jako miasto
Brdów i okoliczne wsie do niego należące, miał kilku właścicieli. Król 
Kazimierz Jagiellończyk przekazał go Hińczy z Rogowa - staroście sandomierskiemu. Zaś w 1476 roku prawo własności przypadło księżnej mazowieckiej Annie. Od tej pory Brdów stał się własnością królewską. Wchodził w skład starostwa kolskiego. Władcy dbali o rozwój swego miasta. W 1562 roku król Zygmunt August odnowił prawa miejskie – lokował Brdów na prawie magdeburskim. Na przestrzeni lat miasto otrzymało liczne przywileje, które miały przyczynić się do jego rozwoju.
Brdów, jako miasto, miał podwójną hierarchię urzędników – wójtów i burmistrzów. Funkcję wójtów pełniła szlachta. Często urząd ten był dziedziczony. W roku 1682 Anna Kiełczewska i jej zięć Sebastian Jarnowski przekazali wójtostwo brdowskie ojcom paulinom. Od tej pory to paulini byli wójtami Brdowa. Burmistrzowie miasta byli urzędnikami królewskimi i podlegali staroście kolskiemu.
W dniu 23 sierpnia 1655 roku do Brdowa przybyli Szwedzi. Wdarli się wówczas do świątyni, rabując wiele kosztowności; ornaty i sprzęty. Splądrowali także miasto. W następnym roku – 24 kwietnia – agresorzy wrócili do miasta i je spalili. W późniejszych latach miasto jeszcze kilkakrotnie niszczone było przez pożary, m.in. w latach: 1748, 1761, 1769, 1793.

## Szkoła
W Brdowie od około 1450 roku działa szkoła. Prowadzili ją ojcowie paulini, którzy byli jej rektorami. Uczęszczali do niej synowie mieszczan z Brdowa i okolicznych miejscowości. Absolwenci brdowskiej szkoły kontynuowali naukę w Akademii Krakowskiej. W 1530 roku studiował tam Wawrzyniec z Trzebuchowa, a od 1784 roku uczył się Józef Świderski. W 1907 roku, staraniem księdza Gniazdowskiego i parafian, oddano do użytku nowy budynek szkoły, który stoi do dziś. Do roku 2009 służył mieszkańcom Brdowa jako przedszkole, obecnie mieści się w nim siedziba Towarzystwa Przyjaciół Ziemi Brdowskiej i Klubu Seniora. 

## Przemysł
Na początku XIX wieku do Brdowa przybyli sukiennicy z Saksonii, dzięki nim ludność Brdowa dynamicznie się zwiększyła. W Brdowie zaczęły powstawać manufaktury. Zbudowano także słynną swego czasu fabrykę kuczbaju – wełnianej tkaniny, która działała do około 1860 roku. Utrudnieniem w rozwoju przemysłu w XIX w. był brak kolei, bowiem linia kolejowa znajdowała się w odległości 5 km od Brdowa.

## Powstanie styczniowe
Około 3 km od Brdowa, w miejscowości Nowiny Brdowskie, w dniu 29 kwietnia 1863 roku rozegrała się jedna z większych potyczek na terenie Wielkopolski. W lasach Nowin Brdowskich oddział powstańczy pod dowództwem Francuza – płk. Leo Younga de Blankenheima stoczył przegraną bitwę z przeważającym liczebnie oddziałem Moskali dowodzonym przez Konstandę. Poległo wówczas około 80. powstańców – tzw. kwiat młodzieży z poznańskiego wraz z dowódcą. Zostali oni pochowani na brdowskim cmentarzu.

## Utrata praw miejskich
W wyniku represji rosyjskiego zaborcy, w 1870 roku, Brdów utracił prawa miejskie i został sprowadzony do roli osady. Ojcowie Paulini zostali zmuszeni do opuszczenia Brdowa. Powrócili tu dopiero w 1952 roku.

## Brdów podczas okupacji hitlerowskiej
W Brdowie we wrześniu 1939 roku, w nowo wybudowanym budynku szkoły, mieścił się lazaret. Schronienie znalazło tu wielu uciekinierów z zachodu, między innymi żona kontradmirała Unruga i delegat Rady Polonii Amerykańskiej na Europę – Florian Piskorski z rodziną. Podczas okupacji hitlerowskiej mieszkańców Brdowa i okolicznych miejscowości dotknęły liczne represje: wywóz do przymusowej pracy, przesiedlenia, osiedlanie się Niemców z Besarabii. Brdów nazywał się wtedy Seestetten. W klasztorze przebywały uczennice przewiezione  z Berlina. W budynku szkoły stacjonowali Niemcy. W pobliskich Nowinach Brdowskich hitlerowcy zorganizowali getto, gdzie zwożono Żydów z okolicy. Wywożeni oni byli potem do obozu zagłady w Chełmnie nad Nerem i tam mordowani.

## Ludność
Według historycznych dokumentów miejskich ludność Brdowa w 1777 r. wyniosła 331 mieszkańców
W 1827 r. ludność Brdowa wyniosła 794 mieszkańców, a w 1859 r., było to już 863 mieszkańców.
Według oficjalnych źródeł rekordowa liczba ludności to 1894 mieszkańców w 1902 r. Do 1914 r. ludność Brdowa mogła wynosić już ponad 2000 mieszkańców – brak jest jednak potwierdzenia tego w oficjalnych źródłach. 
Po I i II wojnie światowej ludność Brdowa znacznie zmalała.
Na początku XXI ludność Brdowa wynosiła 818 mieszkańców.